# Felipe Gil
Felipe Gil, conosciuto anche con il suo soprannome El Charro, (1913 – 1956), è stato un cantante e compositore messicano.

## Biografia
Nacque a Misantla, Veracruz, nel 1913, in una famiglia di musicisti e studiò la musica della zona. Lavorò per qualche tempo con Álvaro Ancona e nel 1936 furono raggiunti da Jesús "Chucho" Navarro, formando il gruppo El Charro Gil y Sus Caporales. Nel 1940 Ancona fu sostituito dal fratello di Felipe, Alfredo Gil. Si sciolsero nel 1944, quando Chucho Navarro e Alfredo Gil lasciarono il gruppo per formare il Trío Los Panchos con Hernando Avilés.
Felipe Gil è vice presidente della Società degli autori e compositori del Messico (SACM), e recentemente si è dichiarato transgender.
Alcuni dei suoi successi sono "La Felicidad" e "Lo que pasó, pasó", così come colonne sonore per telenovelas come Yara, Acompáñame, Al rojo vivo, Espejismo e El maleficio.

## Discografia

### Los Angeles, 7 ottobre 1938 come "El Charro Gil y Sus Caporales (Navarro y Alvarez)"
- Eso Si Como No (Felipe Gil)
- Lilongo (Felipe Gil)
- Tú Dirás (Pedro Galindo)
- Ya Ves Que Si, Pos No (Guillermo Bermejo)
- El Rey Del Aire (arranged by Chucho Navarro)
- El Pejul (Felipe Gil)
- El Arreo (Lorenzo Barcelata)
- El Tejoncito (S. Briceño)
- Nomás Hágame Jalón (Chucho Navarro)
- Camioncita Flecha Roja (Raful Crayen)
- Si O Si (Miguel Prado)
- La Grandota (Chucho Navarro)[5]

### Los Angeles 18 ottobre 1938 come"El Charro Gil y Navarro"
- El Cascabel (Lorenzo Barcelata; arranged by Gil and Navarro)/ftpm "Huapango" (1938)
- La Cucaracha (arranged by Gil and Navarro)
- Hay Que Ponerse Muy Chango (Felipe Gil)/ftmp "A La Orilla De Un Palmar" (1937)
- El Parrandero (Felipe Gil)
- La Morenona (Felipe Gil)/ftpm "La Virgen De La Sierra" (1939)
- Canción Del Mar (Felipe Gil)[5]

### Los Angeles 26 ottobre 1938 come"El Charro Gil y Sus Caporales"
- Ahora Inflas (Antonio Galicia)
- Pos Esta? (F. Valdés Leal)
- El Refrán (Felipe Gil)
- El Chorriado (Felipe Gil)
- Mira Luisa (Luisita) - (F. Valdés Leal)
- Ven A Mis Brazos (arranged by M.S. Acuña)
- Canta Guitarra (Bolaños-Tofre-Villajos)
- La Misma Estrella (Sergio De Karlo)[5]

### Los Angeles 21 novembre 1938 come"El Charro Gil y Sus Caporales (Navarro-Alvarez)"
- Mujeres Latinas (Tito Guízar)/ftmp "El Cantor De La Radio" (1938)
- Sueño De Amor (Tito Guízar)/ftmp "El Cantor De La Radio" (1938)
- Trobador (Tito Guízar)/ftmp "El Cantor De La Radio" (1938)
- Lejos (Felipe Gil)
- El Cantador Del Pueblo (Tito Guízar)/ftmp "El Cantor De La Radio" (1938)
- Jalando (Tito Guízar)/ftmp "Mis Dos Amores" (1938)
- Ya Te Voy A Dar Tu Chaquí
- El Huarache (Jesús Navarro)
- Que Me Importa (Rafael Hernández)
- Ya Ves Que Si...Pos No![5]

### New York 13 marzo 1942 come"El Charro Gil y Sus Caporales"
- Ay Jalisco No Te Rajes (Lyrics: Ernesto E. Cortázar, Music: Manuel M. Esperón)/ftmp "Jalisco No Te Rajes" (1941)
- Corrido Del Norte (Pepe Guízar)
- Como México No Hay Dos (Pepe Guízar)
- Traigo Un Amor (Lyrics: Ernesto E. Cortázar, Music: Manuel M. Esperón)/ftmp "Jalisco No Te Rajes" (1941)[5]